# Tehelné pole
Tehelné pole byl fotbalový stadion Slovanu Bratislava ve slovenském hlavním městě Bratislavě ve stejnojmenné čtvrti. Stadion býval za federálních časů druhým největším domácím stadionem, vešlo se sem až 50 000 diváků. Byl vybudován v letech 1939–1940 a měl vyčleněno až 13 000 míst na sezení.

## Plánovaná rekonstrukce
Po poslední rekonstrukci v 90. letech 20. století se kapacita snížila na 30 087 sedících fanoušků. V roce 2006 bylo rozhodnuto, že chátrající starý stadion bude zbořen a na jeho místě bude postaven nový moderní stadion vhodný pro mezinárodní akce a turnaje.
První idea byla, že se začne bourat v průběhu 2008/2009, dokončení výstavby nového stadionu bylo plánováno na 4. čtvrtletí 2010. Hlavním investorem měly být firmy J&T a akciová společnost Národný futbalový štadión a.s. Firmy se začaly vymlouvat na nedostatek financí a že postavení nebude možné postavit bez finanční pomoci státu. Požadavek byl na cca 30 mil. eur, což premiér Robert Fico odmítl s odkazem na světovou finanční krizi. V červenci 2009 nakonec vláda změnila názor a vyčlenila na stavbu nového stadiónu 69,12 mil. eur. Bourací práce se očekávaly na přelomu března a dubna 2010 s tím, že nový stadion bude dokončen v květnu 2012 s kapacitou 22 000 diváků s možností zvýšení na 30 000 diváků. Nakonec se nerealizovalo nic.
Podle informací z listopadu 2011 se "Národný futbalový štadión (NFŠ)" měl začít stavět v průběhu roku 2012 a měl by být postaven na místě současného Tehelného pole. Projekt s jeho realizací měl mít připravený majitel ŠK Slovan Bratislava Ivan Kmotrík a současně i investor, obdržel podporu i od primátora hlavního města SR Milana Ftáčnika. Plánovaná kapacita byla 20 000 míst, cena 55 miliónů eur, stavba měla trvat 15–17 měsíců. Bourací práce nakonec začaly 10. července 2013.

## Historie stadiónu v datech
- 10. prosinec 1939 – začátek budování stadiónu
- 26. září 1940 – oficiální otevření stadionu
- 27. října 1940 – první mezinárodní zápas Slovan Bratislava – Hertha Berlín
- 7. září 1941 – první mezistátní zápas, Slovensko – Chorvatsko
- 1955 – nový trávník a rozšíření kapacity na 50 000 míst
- 23. listopadu 1965 – první zápas pod umělým osvětlením
- 23. června 1968 – zápas Československo – Brazílie 3:2, v kterém Jozef Adamec dosáhl hattricku
- 30. října 1975 – zápas ČSSR – Anglie 2:1, kvalifikace na ME 1976, 45 000 diváků
- 18. září 1991 – zápas Slovan – Real Madrid 1:2
- 21. října 1992 – zápas Slovan – AC Milán 0:1
- 19. srpna 1992 – poslední zápas společné československé reprezentace na tomto stadionu proti Rakousku (2:2)[4]
- 1993 – pouze místa na sezení pro 30 087 diváků
- 14. listopadu 2009 – poslední zápas slovenské reprezentace proti USA (1:0)[5]
- 25. listopadu 2009 – poslední fotbalový zápas: odveta čtvrtfinále Slovenského poháru Slovan Bratislava – Spartak Myjava (0:0)
- 10. července 2013 – zahájena demolice stadionu [3]

## Mistrovství Evropy U21
V roce 2000 stadion hostil několik zápasů Mistrovství Evropy hráčů do 21 let poté, co bylo pořadatelství přiřknuto Slovensku. Byly to následující:
| 27. května 2000                |        |        |                                                       |
| Itálie                         | 2 : 0  | Anglie | Základní skupina B rozhodčí: Herbert Fandel (Německo) |
| Comandini 24' Pirlo 45' (pen.) | Report |        | Základní skupina B rozhodčí: Herbert Fandel (Německo) |

| 29. května 2000                                                       |        |         |                                                     |
| Anglie                                                                | 6 : 0  | Turecko | Základní skupina B rozhodčí: Stéphane Bre (Francie) |
| Lampard 27' Jeffers 45' Carl Cort 66' King 73' Mills 77' Campbell 90' | Report |         | Základní skupina B rozhodčí: Stéphane Bre (Francie) |

| 1. června 2000 |        |                                            |                                                      |
| Turecko        | 1 : 3  | Itálie                                     | Základní skupina B rozhodčí: Valentin Ivanov (Rusko) |
| Akın 56'       | Report | Spinesi 14' Baronio 35' (pen.) Ventola 82' | Základní skupina B rozhodčí: Valentin Ivanov (Rusko) |

| 4. června 2000 20:30 |        |                      |                                              |
| Česko                | 1 : 2  | Itálie               | Finále rozhodčí: Karl-Erik Nilsson (Švédsko) |
| Došek 51'            | Report | Pirlo 42' (pen.) 81' | Finále rozhodčí: Karl-Erik Nilsson (Švédsko) |